# 김태훈 (2006년)
김태훈(2006년 10월 26일 ~ )은 KBO 리그 NC 다이노스의 투수이다.

## NC 다이노스시절
2025년에 입단하였다. 2025년 5월 15일 SSG 랜더스와의 경기에 구원 등판하며 데뷔 첫 경기를 치렀고, 경기에서 1이닝 1실점 무자책 을 기록했다.

## 출신 학교
- 인천부평남초등학교
- 동인천중학교
- 제물포고등학교(전학) -> 소래고등학교(졸업)